# Hudcancer
Hudcancer är en samlingsbeteckning för en rad olika tumörsjukdomar som kan uppkomma i huden. Beroende på vilken tumörtyp det är fråga om, är prognosen mycket olika. Med hudcancer avses cancer som utgår från huden. Annan cancer kan bilda metastaser i huden, men definieras då utifrån var ursprungstumören varit belägen.
Hudcancer beror på mutationer i DNA, vilka ofta kan härledas till solens UV-strålar. Men det finns också andra orsaker att det uppkommer, såsom att utsättas för cancerframkallande gifter och att ha sjukdomar som nedsätter immunsystemet. Risken ökar därför av att ha en hudtyp som inte har mycket pigment, dock kan alla oavsett hudfärg drabbas. Men den som är rödhårig eller blond, har fräknar, och som lätt bränner sig i solen, har en mycket större risk än den med mörkare hud. Detta gäller därför också om en person många gånger har bränt sig i solen. Också den som har många födelsemärken har en förhöjd risk.
Det finns flera olikartade tumörtyper som kan orsaka hudcancer. De vanligaste varianterna är basalcellscancer, malignt melanom, skivepitelcancer, kaposis sarkom, merkelcellskarcinom, och lymfom i huden. Cancer som uppkommer i melanocyter kallas melanom, tumörer i epidermis basalcellscancer, tumörer i skivepitel skivepitelcancer, och tumörer i neuroendokrina celler neuroendokrina tumörer. Det är mycket sällsynt, men cancer kan undantagsvis också starta i hårsäckar eller hudkörtlar, och dessutom kan sarkom utvecklas i huden. Dessa tumörer, samt merkelcellstumör, lymfom i huden och Kaposis sarkom, står tillsammans för ungefär 1 % av samtliga fall av hudcancer.
Aktinisk keratos är ett förstadium till skivepitelcancer, som drabbar en del. Dock måste det inte ha den utgången. Utbrott av skivepitelcancer börjar med lokaliserade tumörer (in situ), som kallas Bowens sjukdom.
Hudcancer bryter som regel ut på hudområden som utsätts för solljus, men kan i princip drabba hud över hela kroppen. Symtomen på hudcancer kan skilja sig åt något beroende påvilken tumörer som orsakar cancern. Ett vanligt tecken, oberoende av tumör, är att huden börjar kännas annorlunda eller se annorlunda ut. Basalcellscancer märks genom att bruna eller hudfärgade ärr uppkommer utan orsak, eller att man får en bula i huden. Skivepitelcancer yttrar sig i en hård, röd nodul i huden, eller att ett hudområde, utan att vara upphöjt, börjar fjälla.   Melanom brukar visa sig genom att födelsemärken förändras till storlek, färg eller form. Till exempel kan ena halvan av födelsemärket se annorlunda ut än den andra. Andra tecken är att ett sår inte läker, nya känselförnimmelser från huden vid ett födelsemärke (klåda, ömhet, smärta, med mera), eller att kanten runt födelsemärket blivit rött.
Världshälsoorganisationen WHO slog 1992 fast att ”det finns tillräckligt med bevis för att solstrålning är cancerframkallande”. 2009 togs även ultraviolett strålning från solarier med på listan som cancerfamkallande. Solstrålning är den risk som flest arbetare i EU utsätts för. 14,5 miljoner anställda utsätts för solstrålning under 75 procent eller mer av arbetstiden , vilket motsvarar 7,4 procent av alla anställda.